# O Pastor de Porcos
O Pastor de Porcos (em dinamarquês:  Svinedrengen) é um conto de fadas literário de Hans Christian Andersen sobre um príncipe que se disfarça de pastor de porcos para conquistar uma princesa arrogante.
O conto foi publicado pela primeira vez em 20 de dezembro de 1841 por C. A. Reitzel em Copenhague, Dinamarca, no livro Eventyr, fortalte for Børn. Første Samling.